# Тарнов, Фанни
Фанни Тарнов (нем. Fanny Tarnow, полное имя Франциска Христиана Иоганна Фридерика, нем. Franziska Christiane Johanna Friederike; 17 декабря 1779, Гюстров, ныне земля Мекленбург — Передняя Померания — 20 июня 1862, Дессау) — немецкая писательница, переводчица

 и педагог.

## Биография
Франциска Христиана Иоганна Фридерика Тарнов родилась 17 декабря 1779 года в городе Гюстрове и была первым ребенком адвоката и городского секретаря Иоганна Давида Тарнова и его жены Амалии Юстины, урождённой фон Гольштейн. Она выросла в роскошных и элегантных кругах местного светского общества.
После падения со второго этажа она с четырех лет стала инвалидом. До тринадцати лет она жила в Мёлленхагене с Вильгельминой фон ле Форт, (урожденной фон Барнер; 1771–1841), двоюродной сестрой её матери. Получив домашнее образование она ушла в мир литературы; в этот период её жизни биографы описывают Тарнов как капризную, избалованную и в то же время романтически увлеченную девушку.
Её отец ушел с работы чиновником и открыл собственный бизнес когда она была еще юной. Когда это предприятие потерпело неудачу и семейное состояние было потеряно, семье пришлось переехать в Нойбуков, где Давид Тарнов смог найти работу по специальности.
Достигнув совершеннолетия Фанни Тарнов стала педагогом: сначала работала в семье фон Шмитерлов (нем. von Schmiterlow) в Непармице на острове Рюген (где преподавала четыре года), а затем в семье фон Бот (нем. von Both) в Хорнсторфе. Со временем она стала совмещать педагогическую деятельность с литературным творчеством и с 1805 года стала анонимно публиковать свои обзоры и очерки в различных журналах. Одновременно она начала изучать греческих классиков и писать собственные рассказы.
С 1807 года она работала гувернанткой в Висмаре у двоюродного брата фон Бота (нем. Herrn von Both), где также выполняла представительские функции в доме вдовца. Затем она перешла на работу к Иоганну Андреасу Мюллеру (нем. Herrn Johann Andreas Müller) в Роггенсторфе, пока не оставила эту работу в 1812 году, чтобы заботиться о своей больной маме жившей в Нойбукове; там Фанни Тарноу прожила до 1815 года, когда похоронила мать. В период между 1805 и 1812 годами она установила контакты со многими немецкими литераторами; в их числе были: Иоганн Фридрих Рохлиц, Юлиус Эдуард Гитциг, Фридрих Генрих Карл де ля Мотт Фуке, Роза Мария Ассинг и супруги Рахель и Карл Август Фарнхаген фон Энзе.
С июля 1816 года Фанни Тарнов гостила у подруги детства Шарлотты Геншель (нем. Charlotte Henschel) в Петербурге. Её скромный быт разочаровывал её, но Тарнов смогла пообщаться с поэтом Фридрихом Максимилианом (Фёдором Ивановичем) Клингером, драматургом Августом фон Коцебу и графом Якобом Иоганном (Яковом Ефимовичем) фон Сиверсом. Однако её возможности публиковать свои произведения в Российской империи были крайне ограничены, поэтому в 1818 году писательница вернулась в Германию. Спустя полтора десятилетия она анонимно издала книгу под названием «Zwei Jahre in Petersburg» («Два года в Петербурге»), которая получила всеобщее признание.
Некоторое время Фанни Тарнов жила в Берлине, где была допущена в лучшие литературные салоны немецкой столицы и познакомилась с Эрнстом Теодором Амадеем Гофманом и другими великими литераторами. Однако вскоре она переехала к своей сестре в Любек вместе с приемной дочерью Юлиуса Хитцига (нем. Julius Hitzigs), за воспитание которой она отвечала, но там онае не чувствовала себя комфортно и поэтому вскоре переехала в Гамбург. Там она руководила школой для девочек вместе с писательницей Амалией Шоппе, но вскоре рассорилась с последней и весной 1820 года она переехала через Дрезден в близлежащий город Бад-Шандау.
В 1821—1822 гг. Фанни Тарнов была в Дрездене компаньонкой Ульрики Шарлотты Августы фон Квандт (нем. Ulrike Charlotte Auguste von Quandt; 1774–1839), урожденной Баумгартен (нем. Baumgarten), которая была замужем за прусским военным советником Иоганном Готфридом фон Квандтом (нем. Johann Gottfried von Quandt; ум. 1831), который обычно проводил зиму в Берлине и с Тарнов отправился во Франкфурт-на-Майне.
Тарнов нашла наперсницу в Хельмине Кристине фон Шези, но вскоре их отношения испортились и стали враждебными. Однако она хорошо ладила с другими коллегами, включая Элизу фон дер Рекке, Людвига Тика, Кристофа Августа Тиджа и графиню Эглоффштейн.
На некоторое время Фанни Тарноу ослепла из-за болезни и в 1829 году переехала из Шандау и Дрездена в город Вайсенфельс, где жила её сестра Бетти; там её зрение почти полностью восстановилось. С тех пор она работала в основном переводчиком (с английского и французского языков). В середине 1830-х она подружилась с Луизой фон Франсуа. Позднее сёстры покинули Вайсенфельс и Фанни снова побывала в Берлине, Лейпциге и Дрездене.
С 1841 года Фанни Тарнов жила в Дессау, где и умерла в 1862 году.
Из многочисленных беллетристических произведений Фанни Тарнов, некогда очень популярных у женщин, наиболее известны «Natalie» (1811), «Mäddchenherz und Mädchenglück» (1817), «Briefe aus einer Reise nach Petersburg» (1819), «Lilien» (1821—1824), «Lebensbilder» (1824).